# Dankbaarheid (psychologie)
Dankbaarheid, de erkentelijkheid en waardering voor door anderen bewezen weldaden, is altijd een belangrijk onderwerp geweest voor filosofen. Volgens de Romeinse filosoof Marcus Tullius Cicero was dankbaarheid zelfs de moeder van alle deugden. Daarnaast is dankbaarheid in vrijwel alle wereldreligies een centraal begrip en is dankbaarheid aan goden een steeds terugkerend onderwerp in religieuze teksten en tradities. Daarom wordt dankbaarheid vaak als een universeel religieus sentiment gezien.
De aandacht voor dankbaarheid binnen de psychologie is relatief nieuw. De eerste wetenschappelijke publicatie over welke factoren een gevoel van dankbaarheid opwekken stamt uit 1968. Daarna bleef het een aantal decennia relatief stil, totdat dankbaarheid aandacht kreeg binnen de positieve psychologie. Deze stroming binnen de psychologie begon rond de eeuwwisseling aan een opmars, waarbij positieve begrippen onderwerp werden van wetenschappelijk onderzoek als tegenhanger voor de psychische aandoeningen waar de klinische psychologie zich vanouds op richtte. Het onderzoek is gericht op dankbaarheid als een emotie, de verschillen tussen mensen in de frequentie waarmee ze dankbaarheid voelen (persoonlijkheidstrek), dankbaarheid als een deugd of sterke kant, de samenhang van dankbaarheid met gezondheid in de breedste zin van het woord, en de mate waarin iemand door middel van dankbaarheid zijn of haar gezondheid kan verbeteren. 

## Dankbaarheid als emotie
Bij dankbaarheid spelen vier determinanten een rol. De emotie wordt ervaren als iemand iets ontvangt van een ander die dit uit vrijwilligheid of goedheid geeft (determinant 1). Vervolgens wordt datgene dat ontvangen is, gezien als waardevol voor de ontvanger (determinant 2) en kostbaar voor de gever (determinant 3). Sarah Algoe (2016) voegde hier responsiviteit aan toe (determinant 4). Datgene dat iemand ontvangt, moet een bepaalde behoefte vervullen. Volgens Weiner (1985) is dankbaarheid een attributie-afhankelijke emotie die voortkomt uit een tweeledig cognitief proces; er is sprake van herkenning dat een positieve uitkomst is verkregen en er is sprake van herkenning van een externe bron voor deze positieve uitkomst. Clore (1987) maakt in zijn theorie onderscheid tussen affectieve, cognitieve, externe en lichamelijke componenten die aan de basis liggen van emoties. Dankbaarheid behoort tot de affectief-cognitieve emoties. Lazarus en Lazarus (1996) onderscheidden zes categorieën emoties: kwaadaardige emoties, existentiële emoties, emoties opgeroepen door nare levensgebeurtenissen, emoties opgeroepen door mooie levensgebeurtenissen en emoties opgeroepen door empathie en esthetiek. Dankbaarheid valt onder de empathische emoties, waarbinnen het vermogen om zich in anderen te verplaatsen centraal staat.

## Dankbaarheid als persoonlijkheidstrek
De psychologie beschouwt de – uiteenlopende – frequentie en intensiteit waarmee mensen dankbaarheid ervaren als een persoonlijkheidstrek. McCullough en Emmons (2002) definiëren een dankbare persoonlijkheid als iemand met een algehele neiging om de goedheid van anderen te herkennen en hierop te reageren met dankbare emoties. Thomas en Watkins (2003) benoemen drie factoren die mensen met een dankbare persoonlijkheidstrek vaker laten zien: ze hebben vaker van een gevoel van overvloed, ze richten aandacht op de kleine dingen in het leven, en ze richten de aandacht op de rol van andere mensen in hun leven. Wood et al. (2010) beschrijven dankbaarheid als een gerichtheid op het herkennen en waarderen van de positieve dingen in het leven. Wie met dankbaarheid aandacht schenkt aan alle dingen in de wereld en niet alleen aan de gever van iets laat vaker persoonlijk, sociaal en prosociaal gedrag zien.

## Dankbaarheid als sterke karaktertrek
De psychologen Peterson en Seligman onderscheiden zes brede categorieën van deugden: wijsheid, moed, menselijkheid, gerechtigheid, matigheid, en transcendentie. Dankbaarheid valt daarbij onder de categorie transcendentie. Dankbare mensen ervaren een verscheidenheid aan positieve emoties zoals verbondenheid, maar ook negatieve emoties zoals het gevoel iemand iets verschuldigd te zijn. Deze emoties inspireren hen om zich op een meer deugdzame manier, bijvoorbeeld nederiger en vriendelijker, te gedragen. Dankbaarheid bevordert vriendelijkheid en liefde en is daarom nauw verbonden met empathie en met de verbondenheid met anderen.

## Mechanismen van dankbaarheid

### Morele basis van dankbaarheid
McCullough et al. (2001) beschrijven een morele basis van dankbaarheid met drie functies: dankbaarheid als barometer, dankbaarheid als motivatie en dankbaarheid als versterker van andermans moreel gedrag. Mensen met een goede barometer weten wanneer zij iets waardevols hebben gekregen van iemand die daarvoor moeite heeft gedaan en er niets voor terug verwacht. Dankbaarheid kan ook functioneren als motivatie, want wie iets heeft ontvangen voelt zich verplicht om iets terug te doen; dit kan zowel gericht zijn op de gever als op een andere persoon. Dankbaarheid als motivatie lijkt op deze manier ook aan de basis te liggen van wederkerigheid en prosociaal gedrag. Van dankbaarheid als versterkende factor is sprake als de schenker zich door die dankbaarheid gestimuleerd voelt om zich moreel te blijven gedragen.

### Schematische hypothese
Mensen met een dankbare persoonlijkheid lijken een specifiek cognitief schema te hebben in situaties waarin zij worden geholpen. Zij waarderen de hulp vaker als vrijwillig, altruïstisch, kostbaar en waardevol dan mensen met een minder dankbare persoonlijkheid. Dit cognitieve schema beïnvloedt de manier waarop iemand kijkt naar de intenties en het gedrag van anderen in situaties waarin hulp wordt gegeven en/of verkregen.

### Copinghypothese
De copinghypothese zegt iets over de manier waarop mensen met een dankbare persoonlijkheidstrek met situaties in het leven omgaan. De dankbare persoonlijkheidstrek laat een verband zien met drie copingstrategieën. Als eerste zoeken mensen met een dankbare persoonlijkheidstrek vaker instrumentele en sociale steun omdat ze, in lijn met de schematische hypothese, de hulp van anderen meer waarderen en daardoor ook vaker gebruik willen maken van hun sociale netwerk. Als tweede maken mensen met een dankbare persoonlijkheidstrek vaker gebruik van actieve copingstrategieën zoals het positief heretiketteren van de situatie en het zoeken van mogelijkheden in de situatie. Als laatste maken mensen met een dankbare persoonlijkheidstrek minder vaak gebruik van de copingstrategieën vermijding, ontkenning of vluchten in middelengebruik. Mensen die vaker gebruik maken van de juiste copingstrategieën ervaren minder stress, en deze hypothese kan dan ook vooral van belang zijn in relatie tot gezondheid.

### Positief-affecthypothese
Dankbaarheid wordt gezien als een positieve emotie en deze gaat vaak samen met andere positieve emoties zoals levenstevredenheid en geluksgevoel. Dankbaarheid kan ervoor zorgen dat negatieve ervaringen toch een positieve lading krijgen. Toch kan onderzoek niet aantonen dat de positieve emoties van dankbare mensen de reden zijn dat zij gelukkiger en gezonder zijn, waardoor dankbaarheid een unieke bijdrage lijkt te leveren aan het welzijn en welbevinden van mensen.

### Broaden-and-builthypothese
De broaden-and-builttheorie van Barbara Fredrickon (1998) stelt dat positieve emoties, net als negatieve emoties, een evolutionair doel en een specifieke functie hadden. Negatieve emoties zorgen ervoor dat onze aandacht wordt gefocust op het gevaar en dat we op dat moment van stress adequaat kunnen handelen zoals vechten of vluchten. Positieve emoties zorgen er juist voor dat tijdens niet-stressvolle situaties onze aandacht gericht wordt op cognities en activiteiten die kunnen bijdragen aan het opbouwen van hulpbronnen die weer gebruikt kunnen worden in de volgende stressvolle situatie.
Dankbaarheid is binnen deze theorie een positieve emotie die kan bijdragen aan hulpbronnen voor de toekomst. Het sociale aspect van dankbaarheid kan ervoor zorgen dat relaties tussen mensen versterkt worden tijdens niet-stressvolle momenten. Deze sterke relaties kunnen van waarde zijn tijdens stressvolle momenten waarop hulp van anderen nuttig of nodig is.

## Het meten van dankbaarheid
Het meten van dankbaarheid als emotie wordt gedaan via de Experience Sampling Methode (ESM). Met deze methode worden deelnemers gevraagd om aan de hand van een korte vragenlijst via een app op hun smartphone op een aantal momenten van de dag aan te geven hoe zij zich voelen, wat zij denken, wat zij aan het doen zijn en/of met wie of waar zij zijn. In deze vragenlijst kunnen naast dankbaarheid ook andere gevoelens, gedachten en gedrag worden opgenomen om verbanden te zoeken die van belang kunnen zijn voor de wetenschappelijke literatuur met betrekking tot dankbaarheid.
Voor het meten van dankbaarheid als een persoonlijkheidstrek worden voornamelijk vragenlijsten gebruikt. Er wordt gebruikgemaakt van:
- Gratitude Questionnaire 6 (GQ6)[16]
- Short Gratitude, Resentment, and Appreciation Test (SGRAT)[8]
- Gratitude Adjective Checklist (GAC)[16]
- Appreciation Scale (AS)[19]
- Appreciation in Relationships (AIR)[20]
- Values in Action Inventory of Strengths(VIA-IS)[21]

De GQ6 en de SGRAT zijn vertaald en gevalideerd voor het gebruik in Nederlandssprekende populatie. De betrouwbaarheid en validiteit van beide vertaalde vragenlijsten zijn goed tot zeer goed bevonden.

## Dankbaarheid en gezondheid
Het hebben van een dankbare persoonlijkheid lijkt van invloed te zijn op lichamelijke functies zoals het niveau van biomarkers en de hartslag. In verschillende onderzoeken worden hersengebieden gevonden die meer activiteit vertonen bij het voelen van dankbaarheid. Dankbaarheid lijkt ook een verband te hebben met lichamelijke condities zoals slaap.
Onderzoek heeft aangetoond dat dankbaarheid een positief verband heeft met subjectief welzijn, post-traumatische groei, optimisme en positief affect. Negatieve verbanden zijn er gevonden tussen dankbaarheid en depressie en angst en negatief affect.

## Dankbaarheidsinterventies
Vanwege de blijkbaar positieve verbanden van dankbaarheid met lichamelijk en psychisch welzijn, is het mogelijk om oefeningen met betrekking tot dankbaarheid op te nemen in programma's en/of therapieën in de praktijk. De twee meest gebruikte interventies zijn het bijhouden van een dankbaarheidsdagboek en het schrijven van een dankbaarheidsbrief en deze voorlezen aan de persoon in kwestie (gratitude visit). Onderzoeken tonen aan dat dergelijke oefeningen het welzijn inderdaad kunnen verhogen en psychische klachten kunnen verminderen.